# (3371) Giacconi
(3371) Giacconi (1955 RZ) est un astéroïde de la ceinture principale, découvert le 14 septembre 1955 à l'observatoire Goethe Link près de Brooklyn, dans l'Indiana. Il a une magnitude absolue de 12,3.